# Deutsche Beachhandball-Meisterschaften 2021
Die Deutschen Meisterschaften im Beachhandball 2021 wurden vom 25. bis 27. Juni 2021 sowohl für Frauen- als auch für Männermannschaften im Arena-Sportpark in Düsseldorf veranstaltet.

## Voraussetzungen
Nachdem im Jahr 2020 aufgrund der COVID-19-Pandemie die Spiele um die deutschen Meisterschaften im Beachhandball abgesagt werden mussten, konnte 2021 eine gegenüber der Vorjahre verkleinerte Veranstaltung mit weniger Mannschaften mit einem ausgeklügelten Hygienekonzept ausgetragen werden. Das Konzept sah vor, dass neben den technischen Mitarbeitern vor Ort sowie den Vertretern des Deutschen Handballbundes immer nur die beiden aktuell spielenden Mannschaften sowie die im Anschluss spielenden Teams vor Ort sein würden. Die übrigen Spielerinnen und Spieler sollten in der Zwischenzeit in ihren Hotels sein, für den Transport wurde ein Bus-Shuttleservice eingerichtet.
Teilnahmeberechtigt waren nicht wie üblich die Mannschaften, die zuvor in der Serie der Beachhandball-Turniere in Deutschland die meisten Punkte gesammelt hatten, sondern die sieben Mannschaften mit den besten Platzierungen bei den Deutschen Meisterschaften 2018 und 2019. Gewertet wurde dabei im Verhältnis 1:2. Hinzu kamen die beiden U-17-Nationalmannschaften, die unter den Namen „Beach Eagles“ antraten und sich für die in der Woche darauf beginnenden Europameisterschaften vorbereiteten.
Teilnehmende Mannschaften waren in der ursprünglichen Planung (in Klammern die erreichten Punkte bei den beiden letzten Deutschen Meisterschaften):
Frauen
- Strandgeflüster Minden (18 Punkte)
- Beach Unicorns Hannover (15)
- Brüder Ismaning (14)
- CAIPIranhas Erlangen (14)
- Beach Bazis Schleissheim (12,5)
- Minga Turtles Ismaning (12)
- Beach Chiller Oldenburg (10)

Mögliche Nachrücker
- BonnBons (8,5)
- Sand Devils Youngstars Minden (7)
- 12 Monkeys Köln (5)

Männer
- BHC Beach & Da Gang Münster (18 Punkte)
- BHT Hurricanes Herrenhausen (15)
- Die Otternasen Bartenbach (14)
- BC Sand Devils Minden (13)
- SG Schurwald (11,5)
- Nordlichter Bremen (9,5)
- Beachmopeten Oberursel (9)

Mögliche Nachrücker
- THC EyDrin! Ismaning (8)
- 12 Monkeys Köln (7)
- DDD&Friendz (5)

Nachdem die den Titel verteidigende Mannschaft bei den Frauen, Strandgeflüster Minden, nicht teilnehmen konnte, gab es bei den Frauen mit den BonnBons eine Nachrückermannschaft. Bei Strandgeflüster aus Minden spielte ein Großteil der Spielerinnen zur selben Zeit für LiT Tribe Germania um den Aufstieg in die 3. Liga.
Zuschauer waren nicht zugelassen, das Turnier wurde jedoch komplett im Internet auf dem Kanal trops 4 bei Twitch übertragen. Die Spiele wurden dabei kommentiert, zu den Kommentatoren gehörten unter anderem die beiden Bundestrainer Konrad Bansa und Alexander Novakovic, aber auch Spieler wie Niklas Haupt und Spielerinnen der Nachwuchs-Nationalmannschaft.
Vor den Meisterschaften hatten nur wenige Spiele Spielerfahrungen im Jahr 2021 sammeln können. Zwei Wochen vor der DM spielten die Männerteams Beach & Da Gang, Beachmopeten, Beach Eagles, SG Schurwald und Nordlicher sowie die Frauenmannschaft Beach Unicorns bei den Damp Beach Open 2021, zu Beginn des Monats bei den EBT Finals 2021 die CAIPIranhas bei den Frauen, die SG Schurwald und die potentiellen Nachrücker 12 Monkeys bei den Männern. Indirekt dienten die Meisterschaften nicht nur für die Nachwuchsmannschaften als Vorbereitung für die Europameisterschaften. Einige Mannschaften hatten sich mit Gastspielern verstärkt, so waren die Sand Devils von mehreren Spielern der 12 Monkeys unterstützt worden.

## Turnierverlauf

### Modus
Die acht teilnehmenden Mannschaften pro Geschlecht wurden auf vier Gruppen aufgeteilt, in denen jede Mannschaft gegen die anderen Mannschaften der Gruppe spielten. Dabei wurden nur die Platzierungen bestimmt, nach denen sich die darauf basierenden und daran anschließenden K.-o.-Spiele ab dem Viertelfinale zusammen setzten. So spielte die Gruppenerste Mannschaft der Gruppe A gegen die Gruppenletzte Mannschaft der Gruppe B über Kreuz und so weiter.
Die Verlierermannschaften der Viertelfinals schieden aus, anders als im Handball sonst üblich gab es keine weiteren Platzierungsspiele.

### Frauen
In der Gruppe A setzte sich überraschend deutlich die U-17-Nationalmannschaft mit drei Siegen durch. Die Beach Chiller erlitten drei glatte Niederlagen in zwei Sätzen, auch wenn die meisten Sätze nur knapp verloren wurden. In der Gruppe B zeigten die mit Nationalspielerinnen gespickten Minga Turtles deutlich ihre Überlegenheit und gewannen alle drei Spiele. Überraschend war die Leistung der CAIPIranhas, die trotz der Turniererfahrung auf hohem Niveau bei den EBT-Finals all ihre drei Vorrundenspiele verloren hatten.
Im Viertelfinale setzten sich mit den Unicorns, den Turtles und die Brüdern die nominellen Favoritinnen durch, wohingegen die CAIPIranhas gegen die Nachwuchs-Nationalmannschaft im Shootout siegen konnten. Auch im Halbfinale konnten sie sich gegen die Brüder aus Ismaning durchsetzen, während die Turtles, ebenfalls aus Ismaning, ihre bislang gezeigten Leistungen ein weiteres Mal bestätigen konnten. Im Finale schlugen die Turtles die CAIPIranhas und verloren im ganzen Turnier nur einen Satz im gesamten Turnier. Dabei profitierten sie von einer von Lucie-Marie Kretzschmar organisierten Abwehr und einer treffsicheren Lena Klingler in der Offensive.
Klar erkennbar waren die starken Leistungen bei den Torhüterinnen.

### Männer
Die Gruppe A war relativ ausgeglichen, keines der Teams konnte alle drei Spiele gewinnen, jede Mannschaft gewann mindestens Eines. In der Gruppe B dominierten die BHC Sand Devils, die Nachwuchs-Nationalmannschaft verlor nur gegen eben jene Sand Devils und spielte darüber hinaus eine sehr erfolgreiche Vorrunde.
Im Viertelfinale siegten drei der favorisierten Mannschaften, einzig BHC Beach & Da Gang Münster konnte sich gegen die Nachwuchsmannschaft des DHB durchsetzen. Auch im Halbfinale konnten sich die nun wiedererstarkten Beach & Da Gang gegen die Nordlichter aus Bremen durchsetzen. Die BHC Sand Devils verloren gegen Die Otternasen ihren ersten Durchgang im Turnier, kamen aber über den Shootout in das Finale. Dort standen mit Beach & Da Gang und den Sand Devils zwei Mannschaften mit besonders großer Erfahrung; mit Jörn Wolterink bei den Sand Devils und Marc Kunz bei Beach & Da Gang standen die beiden Spieler im Finale, die bei der Wahl zum deutschen Beachhandball-Spieler des 2010er Jahrzehnts auf den zweiten und ersten Platz gewählt wurden. Nach einem verlorenen ersten Durchgang kämpften sich die Sand Devils in das Spiel zurück und gewannen auch ihr letztes Spiel. Als einzige Mannschaft blieb sie damit ohne Niederlage und gab nur zwei Sätze ab.
Deutlich waren im Turnierverlauf wie auch bei den Frauen die starken Leistungen bei den Torhütern.

## Frauenturnier

### Vorrunde
In den Tabellen finden sich die Links auf die Aufgebote der Mannschaften.

#### Gruppe A
| Rang | Verein         | Spiele | Spiele | Spiele | Sätze | Sätze | Sätze | Tore    | Tore | Punkte |
| Rang | Verein         | Sp     | S      | N      | G     | V     | +-    | T       | +-   | Punkte |
| ---- | -------------- | ------ | ------ | ------ | ----- | ----- | ----- | ------- | ---- | ------ |
| 1    | Beach Eagles   | 3      | 3      | 0      | 6     | 2     | +4    | 100:81  | +19  | 6      |
| 2    | Beach Unicorns | 3      | 2      | 1      | 5     | 2     | +3    | 113:105 | +8   | 4      |
| 3    | Beach Bazis    | 3      | 1      | 2      | 3     | 4     | −1    | 119:125 | −6   | 2      |
| 4    | Beach Chiller  | 3      | 0      | 3      | 0     | 6     | −6    | 91:112  | −21  | 0      |

| 25. Juni, 13.45 Uhr | Beach Eagles             | – | Beach Bazis Schleissheim | 2:1 (13:12, 16:17, 7:2) |
| 25. Juni, 15.00 Uhr | Beach Chiller Oldenburg  | – | Beach Eagles             | 0:2 (12:19, 12:13)      |
| 25. Juni, 18.45 Uhr | Beach Bazis Schleissheim | – | Beach Unicorns Hannover  | 0:2 (20:26, 24:25)      |
| 26. Juni, 09.40 Uhr | Beach Unicorns Hannover  | – | Beach Chiller Oldenburg  | 2:0 (16:15, 20:14)      |
| 26. Juni, 12.10 Uhr | Beach Eagles             | – | Beach Unicorns Hannover  | 2:1 (14:16, 13:8, 5:2)  |
| 26. Juni, 12.45 Uhr | Beach Chiller Oldenburg  | – | Beach Bazis Schleissheim | 0:2 (18:21, 20:23)      |

#### Gruppe B
| Rang | Verein          | Spiele | Spiele | Spiele | Sätze | Sätze | Sätze | Tore    | Tore | Punkte |
| Rang | Verein          | Sp     | S      | N      | G     | V     | +-    | T       | +-   | Punkte |
| ---- | --------------- | ------ | ------ | ------ | ----- | ----- | ----- | ------- | ---- | ------ |
| 1    | Minga Turtles   | 3      | 3      | 0      | 6     | 1     | +5    | 133:75  | +58  | 6      |
| 2    | Brüder Ismaning | 3      | 2      | 1      | 5     | 3     | +2    | 142:117 | +25  | 4      |
| 3    | BonnBons        | 3      | 1      | 2      | 2     | 5     | −3    | 78:132  | −54  | 2      |
| 4    | CAIPIranhas     | 3      | 0      | 3      | 2     | 6     | −4    | 117:146 | −29  | 0      |

| 25. Juni, 15.35 Uhr | BonnBons               | – | Brüder Ismaning        | 0:2 (11:18, 12:30)      |
| 25. Juni, 18.05 Uhr | CAIPIranhas Erlangen   | – | BonnBons               | 1:2 (18:28, 18:17)      |
| 25. Juni, 19.20 Uhr | Brüder Ismaning        | – | Minga Turtles Ismaning | 1:2 (19:18, 14:20, 2:5) |
| 26. Juni, 10.15 Uhr | Minga Turtles Ismaning | – | CAIPIranhas Erlangen   | 2:0 (24:22, 18:8)       |
| 26. Juni, 13.25 Uhr | CAIPIranhas Erlangen   | – | Brüder Ismaning        | 1:2 (27:26, 20:24, 4:9) |
| 26. Juni, 14.00 Uhr | Minga Turtles Ismaning | – | BonnBons               | 2:0 (22:4, 26:6)        |

### Finalrunde
|  | Viertelfinale | Viertelfinale            | Viertelfinale |  |  | Halbfinale | Halbfinale              | Halbfinale |  |  | Finale           | Finale                  | Finale           |
|  |               |                          |               |  |  |            |                         |            |  |  |                  |                         |                  |
|  | 2A            | Beach Unicorns Hannover  | 2             |  |  |            |                         |            |  |  |                  |                         |                  |
|  | 3B            | BonnBons                 | 0             |  |  |            |                         |            |  |  |                  |                         |                  |
|  |               |                          |               |  |  | 2A         | Beach Unicorns Hannover | 0          |  |  |                  |                         |                  |
|  |               |                          |               |  |  | 1B         | Minga Turtles Ismaning  | 2          |  |  |                  |                         |                  |
|  | 4A            | Beach Chiller Oldenburg  | 0             |  |  |            |                         |            |  |  |                  |                         |                  |
|  | 1B            | Minga Turtles Ismaning   | 2             |  |  |            |                         |            |  |  |                  |                         |                  |
|  |               |                          |               |  |  |            |                         |            |  |  | 1A               | Minga Turtles Ismaning  | 2                |
|  |               |                          |               |  |  |            |                         |            |  |  | 4B               | CAIPIranhas Erlangen    | 0                |
|  | 2B            | Brüder Ismaning          | 2             |  |  |            |                         |            |  |  |                  |                         |                  |
|  | 3A            | Beach Bazis Schleissheim | 1             |  |  |            |                         |            |  |  |                  |                         |                  |
|  |               |                          |               |  |  | 2B         | Brüder Ismaning         | 1          |  |  |                  |                         |                  |
|  |               |                          |               |  |  | 4B         | CAIPIranhas Erlangen    | 2          |  |  | Spiel um Platz 3 | Spiel um Platz 3        | Spiel um Platz 3 |
|  | 4B            | CAIPIranhas Erlangen     | 2             |  |  |            |                         |            |  |  | 2A               | Beach Unicorns Hannover | 2                |
|  | 1A            | Beach Eagles             | 1             |  |  |            |                         |            |  |  | 2B               | Brüder Ismaning         | 1                |

Viertelfinals
| 26. Juni, 15.55 Uhr | Brüder Ismaning         | – | Beach Bazis Schleissheim | 2:1 (14:18, 21:19, 9:8) |
| 26. Juni, 16.30 Uhr | Beach Unicorns          | – | BonnBons                 | 2:0 (17:10, 26:8)       |
| 26. Juni, 17.10 Uhr | CAIPIranhas Erlangen    | – | Beach Eagles             | 2:1 (21:18, 20:21, 6:4) |
| 26. Juni, 17.45 Uhr | Beach Chiller Oldenburg | – | Minga Turtles Ismaning   | 0:2 (14:20, 8:22)       |

Halbfinals
| 27. Juni, 10.00 Uhr | Beach Unicorns  | – | Minga Turtles Ismaning | 0:2 (16:10, 10:24)        |
| 27. Juni, 10.40 Uhr | Brüder Ismaning | – | CAIPIranhas Erlangen   | 1:2 (19:14, 14:20, 10:11) |

Spiel um Platz 3
| 27. Juni, 12.40 Uhr | Beach Unicorns | – | Brüder Ismaning | 2:1 |

Finale
| 27. Juni, 14.00 Uhr | Minga Turtles Ismaning | – | CAIPIranhas Erlangen | 2:0 (28:18, 22:18) |

## Männerturnier
In den Tabellen finden sich die Links auf die Aufgebote der Mannschaften.

### Vorrunde

#### Gruppe A
| Rang | Verein          | Spiele | Spiele | Spiele | Sätze | Sätze | Sätze | Tore    | Tore | Punkte |
| Rang | Verein          | Sp     | S      | N      | G     | V     | +-    | T       | +-   | Punkte |
| ---- | --------------- | ------ | ------ | ------ | ----- | ----- | ----- | ------- | ---- | ------ |
| 1    | Nordlichter     | 3      | 2      | 1      | 4     | 3     | +1    | 139:133 | +6   | 4      |
| 2    | Die Otternasen  | 3      | 2      | 1      | 4     | 3     | +1    | 134:134 | ±0   | 4      |
| 3    | Beach & Da Gang | 3      | 1      | 2      | 3     | 4     | −1    | 118:123 | −5   | 2      |
| 4    | SG Schurwald    | 3      | 1      | 2      | 3     | 4     | −1    | 132:133 | −1   | 2      |

| 25. Juni, 13.45 Uhr | Nordlichter Bremen          | – | BHC Beach & Da Gang Münster | 2:1 (18:21, 26:16, 7:6)  |
| 25. Juni, 16.15 Uhr | Nordlichter Bremen          | – | Die Otternasen Bartenbach   | 2:0 (26:22, 26:22)       |
| 25. Juni, 17.30 Uhr | BHC Beach & Da Gang Münster | – | SG Schurwald                | 2:0 (23:22, 20:14)       |
| 25. Juni, 20.00 Uhr | SG Schurwald                | – | Die Otternasen Bartenbach   | 1:2 (22:26, 24:18, 4:10) |
| 26. Juni, 10.55 Uhr | SG Schurwald                | – | Nordlichter Bremen          | 2:0 (26:20, 20:16)       |
| 26. Juni, 14.40 Uhr | Die Otternasen Bartenbach   | – | BHC Beach & Da Gang Münster | 2:0 (20:18, 16:14)       |

#### Gruppe B
| Rang | Verein          | Spiele | Spiele | Spiele | Sätze | Sätze | Sätze | Tore    | Tore | Punkte |
| Rang | Verein          | Sp     | S      | N      | G     | V     | +-    | T       | +-   | Punkte |
| ---- | --------------- | ------ | ------ | ------ | ----- | ----- | ----- | ------- | ---- | ------ |
| 1    | BHC Sand Devils | 3      | 3      | 0      | 6     | 0     | +6    | 145:121 | +24  | 6      |
| 2    | Beach Eagles    | 3      | 2      | 1      | 4     | 3     | +1    | 143:153 | −10  | 4      |
| 3    | BHT Hurricanes  | 3      | 1      | 2      | 2     | 4     | −2    | 124:131 | −7   | 2      |
| 4    | Beachmopeten    | 3      | 0      | 3      | 1     | 6     | −5    | 139:146 | −7   | 0      |

| 25. Juni, 12.30 Uhr | Beach Eagles                | – | Beachmopeten Oberursel      | 2:1 (29:28, 20:28, 9:8) |
| 25. Juni, 14.20 Uhr | BHT Hurricanes Herrenhausen | – | Beach Eagles                | 0:2 (16:18, 22:23)      |
| 25. Juni, 16.50 Uhr | BHC Sand Devils Minden      | – | Beachmopeten Oberursel      | 2:0 (24:22, 18:15)      |
| 25. Juni, 20.35 Uhr | BHC Sand Devils Minden      | – | BHT Hurricanes Herrenhausen | 2:0 (30:20, 22:20)      |
| 26. Juni, 11.30 Uhr | Beach Eagles                | – | BHC Sand Devils Minden      | 0:2 (22:23, 22:28)      |
| 26. Juni, 15.15 Uhr | Beachmopeten Oberursel      | – | BHT Hurricanes Herrenhausen | 0:2 (14:21, 24:25)      |

### Finalrunde
|  | Viertelfinale | Viertelfinale               | Viertelfinale |  |  | Halbfinale | Halbfinale                  | Halbfinale |  |  | Finale           | Finale                      | Finale           |
|  |               |                             |               |  |  |            |                             |            |  |  |                  |                             |                  |
|  | 2A            | Die Otternasen Bartenbach   | 2             |  |  |            |                             |            |  |  |                  |                             |                  |
|  | 3B            | BHT Hurricanes Herrenhausen | 1             |  |  |            |                             |            |  |  |                  |                             |                  |
|  |               |                             |               |  |  | 2A         | Die Otternasen Bartenbach   | 1          |  |  |                  |                             |                  |
|  |               |                             |               |  |  | 1B         | BHC Sand Devils Minden      | 2          |  |  |                  |                             |                  |
|  | 4A            | SG Schurwald                | 0             |  |  |            |                             |            |  |  |                  |                             |                  |
|  | 1B            | BHC Sand Devils Minden      | 2             |  |  |            |                             |            |  |  |                  |                             |                  |
|  |               |                             |               |  |  |            |                             |            |  |  | 1B               | BHC Sand Devils Minden      | 2                |
|  |               |                             |               |  |  |            |                             |            |  |  | 3A               | BHC Beach & Da Gang Münster | 1                |
|  | 2B            | Beach Eagles                | 0             |  |  |            |                             |            |  |  |                  |                             |                  |
|  | 3A            | BHC Beach & Da Gang Münster | 2             |  |  |            |                             |            |  |  |                  |                             |                  |
|  |               |                             |               |  |  | 3A         | BHC Beach & Da Gang Münster | 2          |  |  |                  |                             |                  |
|  |               |                             |               |  |  | 1A         | Nordlichter Bremen          | 0          |  |  | Spiel um Platz 3 | Spiel um Platz 3            | Spiel um Platz 3 |
|  | 4B            | Beachmopeten Oberursel      | 1             |  |  |            |                             |            |  |  | 2A               | Die Otternasen Bartenbach   | 0                |
|  | 1A            | Nordlichter Bremen          | 2             |  |  |            |                             |            |  |  | 1A               | Nordlichter Bremen          | 2                |

Viertelfinals
| 26. Juni, 18.25 Uhr | Die Otternasen Bartenbach | – | BHT Hurricanes Herrenhausen | 2:1 (16:18, 23:22, 5:4) |
| 26. Juni, 19.00 Uhr | Beach Eagles              | – | BHC Beach & Da Gang Münster | 0:2 (22:23, 14:22)      |
| 26. Juni, 19.40 Uhr | Beachmopeten Oberursel    | – | Nordlichter Bremen          | 1:2 (18:19, 30:22, 2:6) |
| 26. Juni, 20.15 Uhr | SG Schurwald              | – | BHC Sand Devils Minden      | 0:2 (16:17, 18:26)      |

Halbfinals
| 27. Juni, 11.20 Uhr | Die Otternasen Bartenbach   | – | BHC Sand Devils Minden | 1:2 (24:14, 16:21, 8:9) |
| 27. Juni, 12.00 Uhr | BHC Beach & Da Gang Münster | – | Nordlichter Bremen     | 2:0 (24:22, 25:18)      |

Spiel um Platz 3
| 27. Juni, 13.20 Uhr | Die Otternasen Bartenbach | – | Nordlichter Bremen | 0:2 (18:21, 10:24) |

Finale
| 27. Juni, 14.40 Uhr | BHC Sand Devils Minden | – | BHC Beach & Da Gang Münster | 2:1 (20:23, 20:16, 3:2) |

## Auszeichnungen
Frauen
- Beste Spielerin (MVP): Lena Klingler (Minga Turtles)
- Beste Torschützin: Cara Reuthal (CAIPIranhas)
- Beste Defensivspielerin: Lucie-Marie Kretzschmar (Minga Turtles)
- Beste Torhüterin: Sabine Stockhorst (CAIPIranhas)

Männer
- Bester Spieler (MVP): Stefan Mollath (Beach & Da Gang)
- Bester Torschütze: Leon Prüssner (Sand Devils)
- Bester Defensivspieler: Lars Nickel (Beach & Da Gang)
- Bester Torhüter: Oliver Middel (Sand Devils)

## Einzelbelege
1. ↑  Beach-DM in Düsseldorf. Abgerufen am 28. Juni 2021.